# Водне поло на Чемпіонаті світу з водних видів спорту 2022
Змагання з водного поло на Чемпіонаті світу з водних видів спорту 2022 тривали з 20 червня до 3 липня 2022 року.

## Розклад змагань
Відбулося два турніри, чоловічий та жіночий.
Для всіх змагань вказано місцевий час (UTC+2).
| Дата           | Час   | Раунд                       |
| -------------- | ----- | --------------------------- |
| 20 червня 2022 | 18:00 | Попередній раунд            |
| 21 червня 2022 | 18:00 | Попередній раунд            |
| 22 червня 2022 | 18:00 | Попередній раунд            |
| 23 червня 2022 | 18:00 | Попередній раунд            |
| 24 червня 2022 | 18:00 | Попередній раунд            |
| 25 червня 2022 | 18:00 | Попередній раунд            |
| 26 червня 2022 | 09:00 | Плей-оф/матчі за місця      |
| 27 червня 2022 | 09:00 | Плей-оф/матчі за місця      |
| 28 червня 2022 | 14:00 | Чвертьфінали/матчі за місця |
| 29 червня 2022 | 14:00 | Чвертьфінали/матчі за місця |
| 30 червня 2022 | 09:00 | Півфінали/матчі за місця    |
| 1 липня 2022   | 09:00 | Півфінали/матчі за місця    |
| 2 липня 2022   | 13:00 | Фінал жіночого турніру      |
| 3 липня 2022   | 13:00 | Фінал чоловічого турніру    |

## Кваліфікація
На кожен з турнірів кваліфікувалися по 16 збірних.

### Чоловіки
| Дисципліна                                                | Дати                       | Господарі | Квота | Кваліфікація(ї)                |
| --------------------------------------------------------- | -------------------------- | --------- | ----- | ------------------------------ |
| Країна-господарка                                         | Н/Д                        | Н/Д       | 1     | Угорщина                       |
| Олімпійські ігри 2020                                     | 25 липня — 8 серпня 2021   | Токіо     | 4     | Сербія Греція Іспанія Хорватія |
| Світова ліга 2020                                         | 26 червня — 1 липня 2020   | Тбілісі   | 2     | Чорногорія США                 |
| Чемпіонат Європи 2020                                     | 14–26 січня 2020           | Будапешт  | 3     | Італія Росія Німеччина Грузія  |
| Міжконтинентальний кубок 2022 (американська кваліфікація) | 7–13 березня 2022          | Ліма      | 2     | Канада Бразилія                |
| Азійські ігри 2018                                        | 16 серпня — 1 вересня 2018 | Джакарта  | 2     | Казахстан Японія               |
| Африканський відбір                                       | Н/Д                        | Н/Д       | 1     | ПАР                            |
| Океанський відбір                                         | Н/Д                        | Н/Д       | 1     | Австралія                      |
| Загалом                                                   |                            |           | 16    |                                |

Росію усунули від змагань через російське вторгнення в Україну (2022).

### Жінки
| Дисципліна                                                | Дати                       | Господарі | Квота | Кваліфікація(ї)                               |
| --------------------------------------------------------- | -------------------------- | --------- | ----- | --------------------------------------------- |
| Країна-господарка                                         | Н/Д                        | Н/Д       | 1     | Угорщина                                      |
| Олімпійські ігри 2020                                     | 24 липня — 7 серпня 2021   | Токіо     | 4+1   | США Іспанія Росія Австралія Нідерланди Канада |
| Світова ліга 2020                                         | 14– 19 червня 2020         | Афіни     | 0     | —                                             |
| Чемпіонат Європи 2020                                     | 12–25 січня 2020           | Будапешт  | 3     | Італія Греція Франція                         |
| Міжконтинентальний кубок 2022 (американська кваліфікація) | 7–13 березня 2022          | Ліма      | 2     | Бразилія Аргентина                            |
| Азійські ігри 2018                                        | 16 серпня — 1 вересня 2018 | Джакарта  | 2     | КНР Японія Казахстан Таїланд                  |
| Африканський відбір                                       | Н/Д                        | Н/Д       | 1     | ПАР                                           |
| Океанський відбір                                         | Н/Д                        | Н/Д       | 1     | Нова Зеландія                                 |
| Вайлд-кард                                                | Н/Д                        | Н/Д       | 1     | Колумбія                                      |
| Загалом                                                   |                            |           | 16    |                                               |

Росію усунули від змагань через російське вторгнення в Україну (2022).

Китай і Японія знялися з турніру перед його початком.

## Медальний залік

### Таблиця медалей
*   Країна-господарка (Угорщина)
| Місце              | Країна             | Золото | Срібло | Бронза | Загалом |
| ------------------ | ------------------ | ------ | ------ | ------ | ------- |
| 1                  | США                | 1      | 0      | 0      | 1       |
| 2                  | Угорщина           | 0      | 1      | 0      | 1       |
| 3                  | Греція             | 0      | 0      | 1      | 1       |
| 3                  | Нідерланди         | 0      | 0      | 1      | 1       |
| Загалом (4 збірні) | Загалом (4 збірні) | 1      | 1      | 2      | 4       |

### Медалісти
| Дисципліна | Золото  | Срібло   | Бронза     |
| ---------- | ------- | -------- | ---------- |
| Чоловіки   | Іспанія | Італія   | Греція     |
| Жінки      | США     | Угорщина | Нідерланди |

## Нотатки
1. ↑  А що фіналісти світової ліги вже були кваліфікувалися через олімпійський рейтинг, то ці два місця дісталися учасникам Олімпійських ігор